# Дзялынские
Дзялынские (пол. Działyński) — польский графский и дворянский род.

## Происхождение и история рода
Род, герба Огончик, происходящий от древнего рода Косцелецких, и известный уже в 1438 году. Николай Петрович Дзялынский был воеводой иновроцлавским в 1485 года. С этого времени и до Разделов Польши Дзялынские занимали места в польском сенате; многие из них были воеводами, каштелянами, епископами.
Лука Дзялынский, подчаший коронный, убит в 1582 году под Заволочьем. Михаил, воевода брест-куявский, в 1608 году был послом в Риме. Ксаверий Дзялынский, сенатор-воевода, получил в 1786 году графское достоинство в Пруссии. 
По состоянию на начало XX века, графская ветвь Дзялынских угасла, а дворянская была внесена в VI часть родословной книги Волынской губернии.

## Известные представители рода
- Дзялынский, Адам:[править]  -  Дзялынский, Адам (1614—1660) — польский шляхтич, староста братянский (с 1644 года), ротмистр гусарский.
  -  Дзялынский, Адам-Тит (1797—1861) — граф, библиофил, собиратель польских рукописей и старопечатных книг.
- Дзялынский, Игнатий (1754—1797) — польский генерал, участник восстания Костюшко.
- Дзялынская, Изабелла-Елизавета (ур. Чарторыйская; 1830—1899) — польская художница и коллекционер.
- Дзялынский, Иоанн (1829—1880) — граф, деятельный участник польского восстания 1863 года.
- Дзялынский, Ксаверий Шимон (1756—1819) − сенатор-воевода Герцогства Варшавского и Царства Польского, брат Игнатия Дзялынского.
- Дзялынский, Михал (ум. 1687) — государственный деятель Речи Посполитой, воевода хелминский (1681—1687).
- Дзялынский, Павел Ян (1594—1643) — государственный и военный деятель Речи Посполитой, воевода поморский (1630—1643).
- Дзялынский, Станислав (после 1547 — 1617) — государственный и военный деятель Речи Посполитой, каштелян эльблонгский (1588—1611), воевода мальборкский (1611—1613) и воевода хелминский (1613—1617).
- Дзялынский, Станислав (ум. 1677) — польский государственный деятель, воевода мальборкский (1657—1677).
- Дзялынский, Томаш (1656—1714) — государственный деятель Речи Посполитой, воевода хелминский (1702—1714), предводитель Коронного трибунала в 1712 году.
- Дзялынский, Ян (1590—1648) — государственный и военный деятель Речи Посполитой, воевода хелминский (1647—1648).
- Дзялынский, Ян Доминик (ум. 1678/1679) — военный и государственный деятель Речи Посполитой, каштелян хелминский (1677—1678).